# Walter Landin

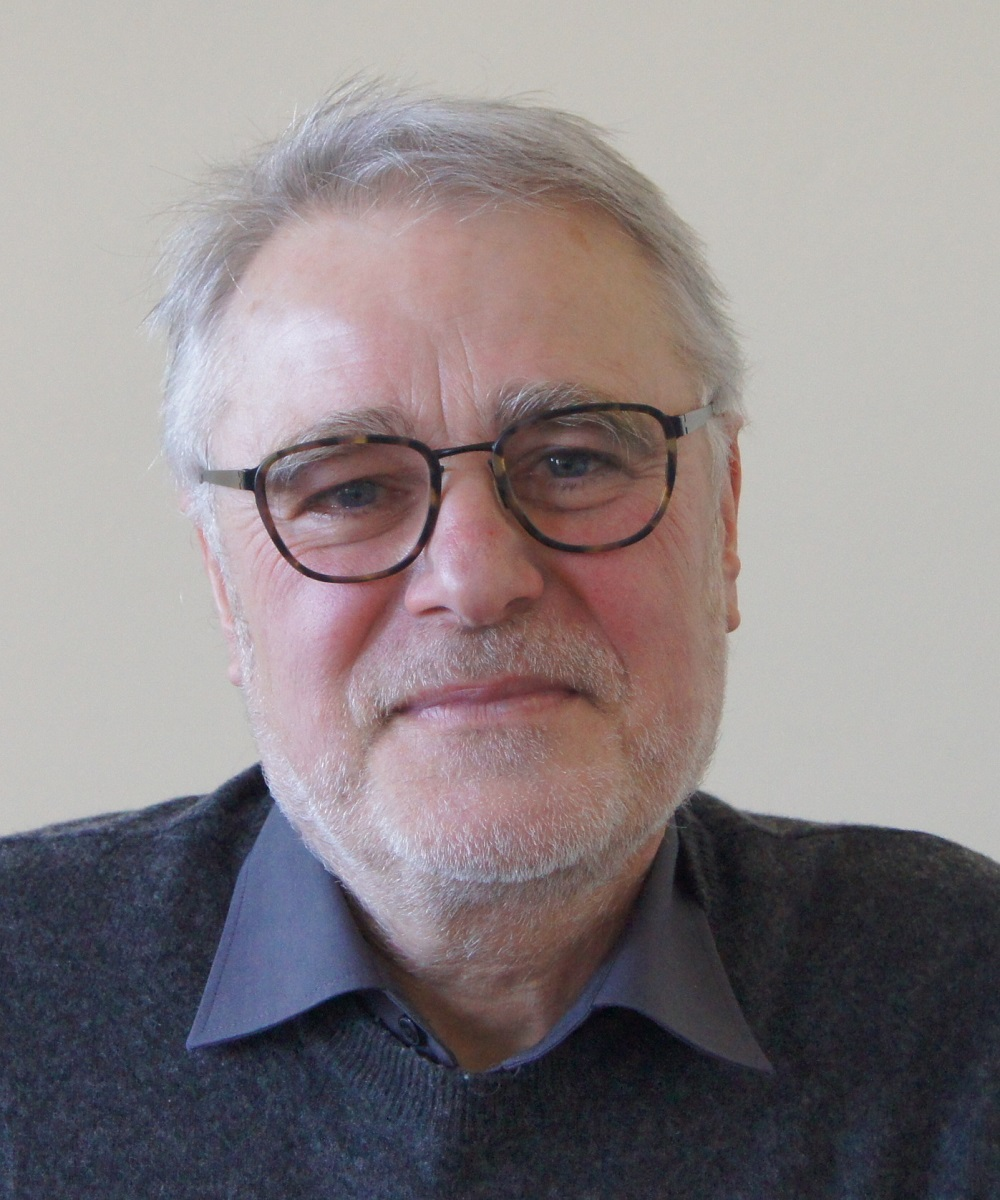
Walter Landin (2018)

Walter Landin (* 29. Mai 1952 in Dirmstein; † 28. Oktober 2021 in Mannheim) war ein deutscher Schriftsteller mit Schwerpunkten bei sozialkritischen Themen, Kriminalromanen und Pfälzer Mundart, dem – wie er es nannte – „Pälzer Saund“.

## Leben und literarischer Werdegang
Landin wuchs in der Pfalz auf, war als Lehrer an der Realschule in Feudenheim tätig und lebte im Ruhestand in Mannheim.
Bis zum Abitur 1971 sammelte Landin journalistische Erfahrung in der Redaktion der Schülerzeitung Kaktus am Albert-Einstein-Gymnasium in Frankenthal. Ab Ende der 1970er Jahre entstanden während des pädagogischen Umgangs mit ausländischen Jugendlichen sozialkritische Texte. Etwa Mitte der 1980er Jahre begann er, sich literarisch mit der deutschen Vergangenheit in der Zeit des Nationalsozialismus auseinanderzusetzen; ein Schwerpunkt war die Aufarbeitung des Themas mit Blick auf seinen Geburtsort. Ungefähr gleichzeitig erfolgte der Start in die Pfälzer Mundartdichtung, die er „Pälzer Saund“ taufte. Ab den 1990er Jahren kamen Kriminalromane hinzu, die in der Region spielen und teilweise auf authentischen Fällen basieren.
Landin starb am 28. Oktober 2021 im Alter von 69 Jahren.

## Werke (Auswahl)
- 1985: Wenn erst Gras wächst. Erzählungen (= Autoren-Forum). Pfälzische Verlagsanstalt, Landau. ISBN 3-87629-088-0.
- 1988: Dorfluft. Erzählung. Pfälzische Verlagsanstalt, Landau.
- 1993: Kennscht du detscht du. Pälzer Saund. cjm Verlag, Speyer.
- 1996: Plötzlicher Tod. Kürzestgeschichten. Frankenthal.
- 1998: Baumers Fall. Kriminalerzählung. Klaus Bielefeld Verlag, Friedland.
- 1999: das Gras die Stille der Mohn. Gedichte. Klaus Bielefeld Verlag, Friedland.
- 2001: Theaterstück „Von Hurenmenschen, Polacken, Volksgenossen“ (Uraufführung in Mannheim am 27. Januar 2001 aus Anlass des Holocaust-Gedenktages).
- 2001: Klaus Haag, Barbara Mattes und Klaus Spindler (Hrsg.): Fichtners Erbe. Kurpfalzkrimi. C & C Verlag, Schifferstadt (Ideengeber; 1. und letztes Kapitel von 24).
- 2003: Das kalte Herz. Hörbuch auf CD mit der Musik von Kaikai. Vineta Musikverlag, Mannheim, ISBN 3-927303-04-6.
- 2005: Wu bitte is die Speisekart? – Pälzer Saund von dahääm un unnerwegs. cjm Verlag, Schifferstadt, ISBN 3-938072-03-2.
- 2007: Mord im Quadrat. 20 Mannheimer Mordgeschichten. Wellhöfer Verlag, Mannheim, 5. Auflage, Oktober 2009, ISBN 978-3-939540-14-4.
- 2007: Mord im Quadrat. Hörbuch (2 CDs), Sprecher: Bettina Franke & Berthold Toetzke, Musik: Hans Reffert. Wellhöfer Verlag & Vineta Musikverlag, ISBN 978-3-939540-17-5.
- 2008: Mannheimer Karussell. Kriminalroman. Wellhöfer Verlag, Mannheim, ISBN 978-3-939540-20-5.
- 2008: Mörderisches Mannheim, Mörderische Kurpfalz und Mörderische Pfalz. Krimi-Anthologien. Wellhöfer Verlag, Mannheim.
- 2009: Tödliche Wasser. Krimianthologie. Gmeiner Verlag.
- 2009: Das Mannheimer Sommerbuch – Geschichten für Urlauber und Daheimgebliebene. Anthologie. Wellhöfer Verlag, Mannheim.
- 2009: Bluthitze. Kommissar Lauer ermittelt. Kriminalroman. Wellhöfer Verlag, Mannheim, ISBN 978-3-939540-39-7.
- 2011: Mörderischer Erfindungsgeist. Kriminelles aus der Metropolregion Rhein-Neckar. Gmeiner Verlag.
- 2011: Eiswut. Mannheim-Krimi, Kommissar Lauers zweiter Fall. Wellhöfer Verlag, Mannheim, ISBN 978-3-939540-81-6.
- 2012: Mannheim auf die kriminelle Tour. Anthologie. Wellhöfer Verlag, Mannheim.
- 2020: Wormser Gift – Die Geschichte der Christa Lehmann. Roman. Worms Verlag, Worms, ISBN 978-3-947884-28-5.

## Literarische Preise
- 1984: Mannheimer Kurzgeschichtenpreis
- 1990: Fördergabe des Pfalzpreises für Literatur
- 1994: 1. Lyrikpreis beim Mundartwettbewerb des Arbeitskreises Heimatpflege Nordbaden
- 1997: Hauptpreis beim Literaturwettbewerb „Fabrik“ (Ausschreibung: Literarischer Verein der Pfalz und Gemeinde Hauenstein)
- 2003: 2. Preis beim Agatha-Christie-Krimipreis „Letzte Worte“
- 2006: Preisträger beim 3. Marburger Kurzdramen-Wettbewerb mit dem Beitrag „Wassertreten“

## Mitgliedschaften
- Verband deutscher Schriftstellerinnen und Schriftsteller (VS)
- Literarischer Verein der Pfalz